# Erebia seitzi
Erebia seitzi är en fjärilsart som beskrevs av Goltz 1939. Erebia seitzi ingår i släktet Erebia och familjen praktfjärilar. Inga underarter finns listade i Catalogue of Life.